# 马得站
馬得站（：／ Madeul yeok */?）是首爾地鐵7號線沿線的一座地下車站，位於韓國首爾特別市蘆原區上溪洞650番地。站名为韩語固有词，中文使用同音的汉字转写。

## 車站構造
站體為1面2線島式月台的地下車站，候車月台設有月台幕門，並有8處出口。

### 月台配置
| 水落山 ↑ |
| 下 上 \| |
| ↓ 蘆原   |

| 月台 | 路線           | 目的地                                         |
| ---- | -------------- | ---------------------------------------------- |
| 上行 | ●首爾地鐵7號線 | 水落山、道峰山、長岩方向                       |
| 下行 | ●首爾地鐵7號線 | 上鳳、新大方丁字路口、鐵山、富平區廳、石南方向 |

## 歷史
- 1996年10月11日：落成啟用。

## 車站周邊
- 儂特利馬得店
- 上溪8洞郵局
- 上溪8洞行政福利中心
- 中小企業銀行馬得站分行
- 友利銀行馬得站分行
- 國民銀行馬得站分行
- 新韓銀行馬得站分行

## 圖片

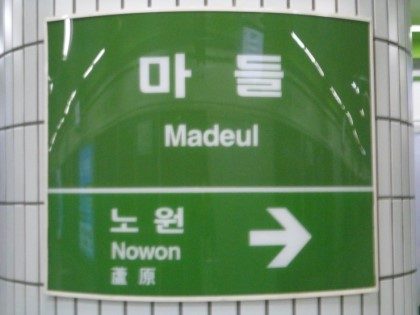
站名牌
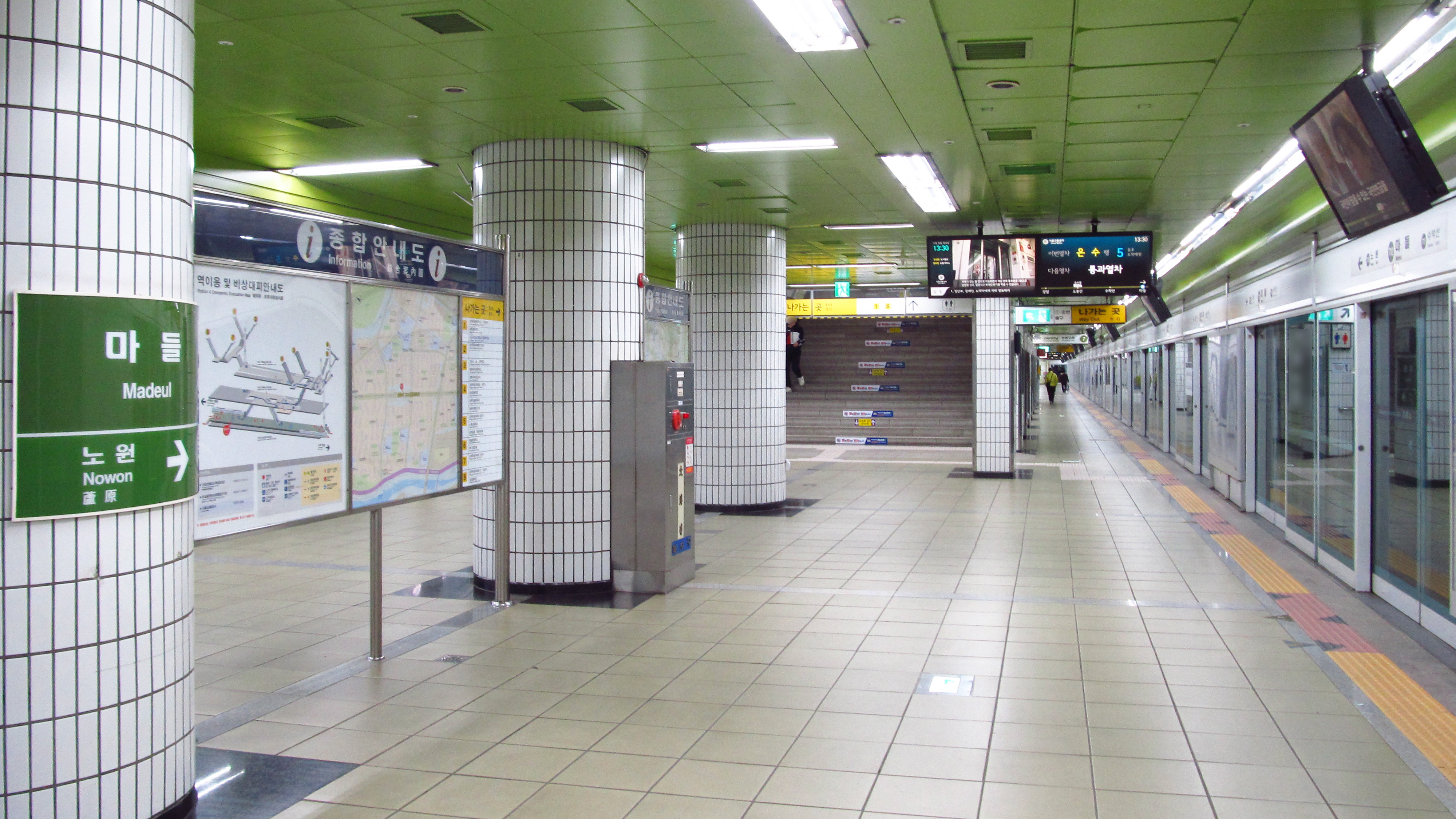
候車月台（往石南方向）
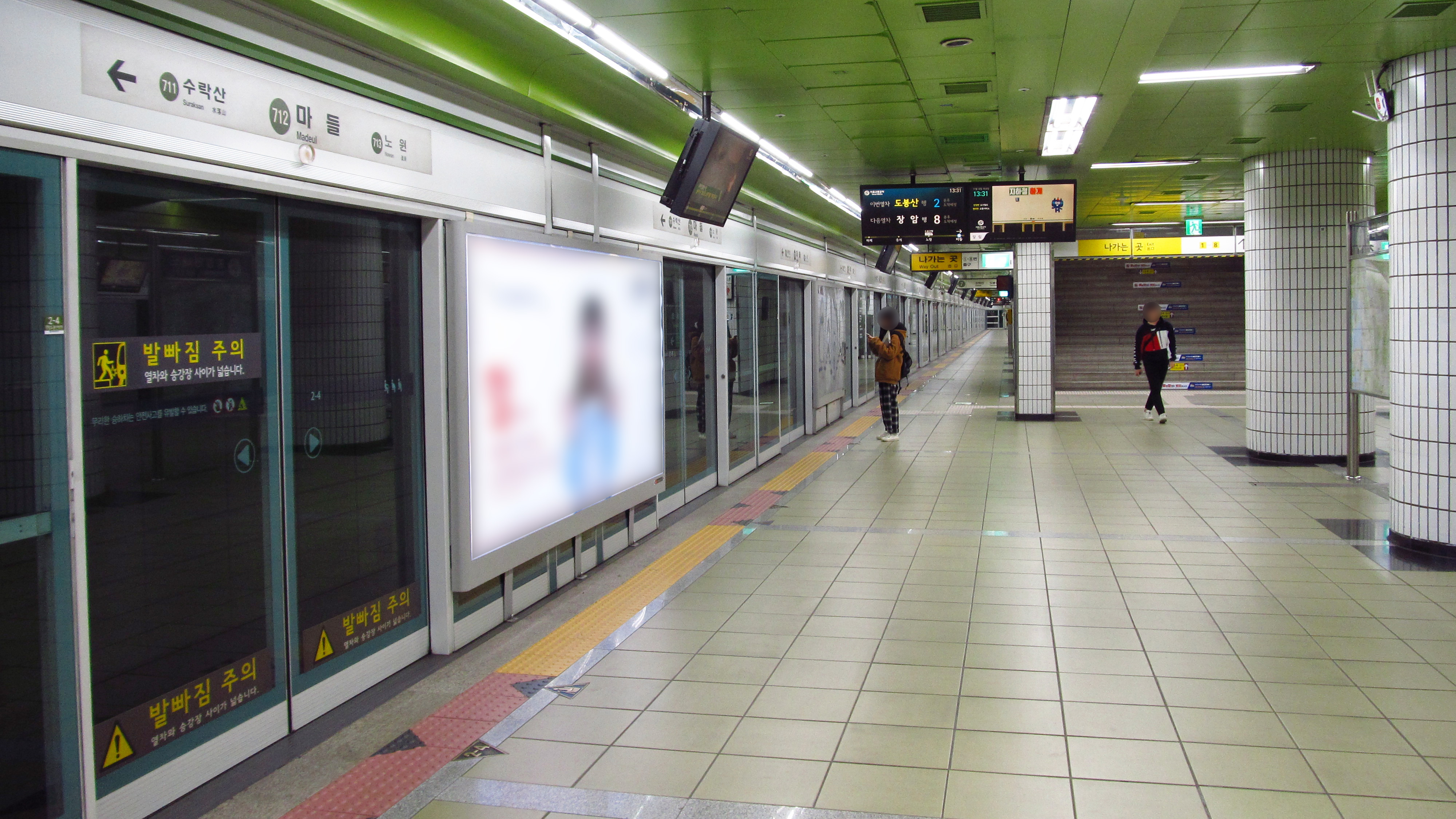
候車月台（往長岩方向）
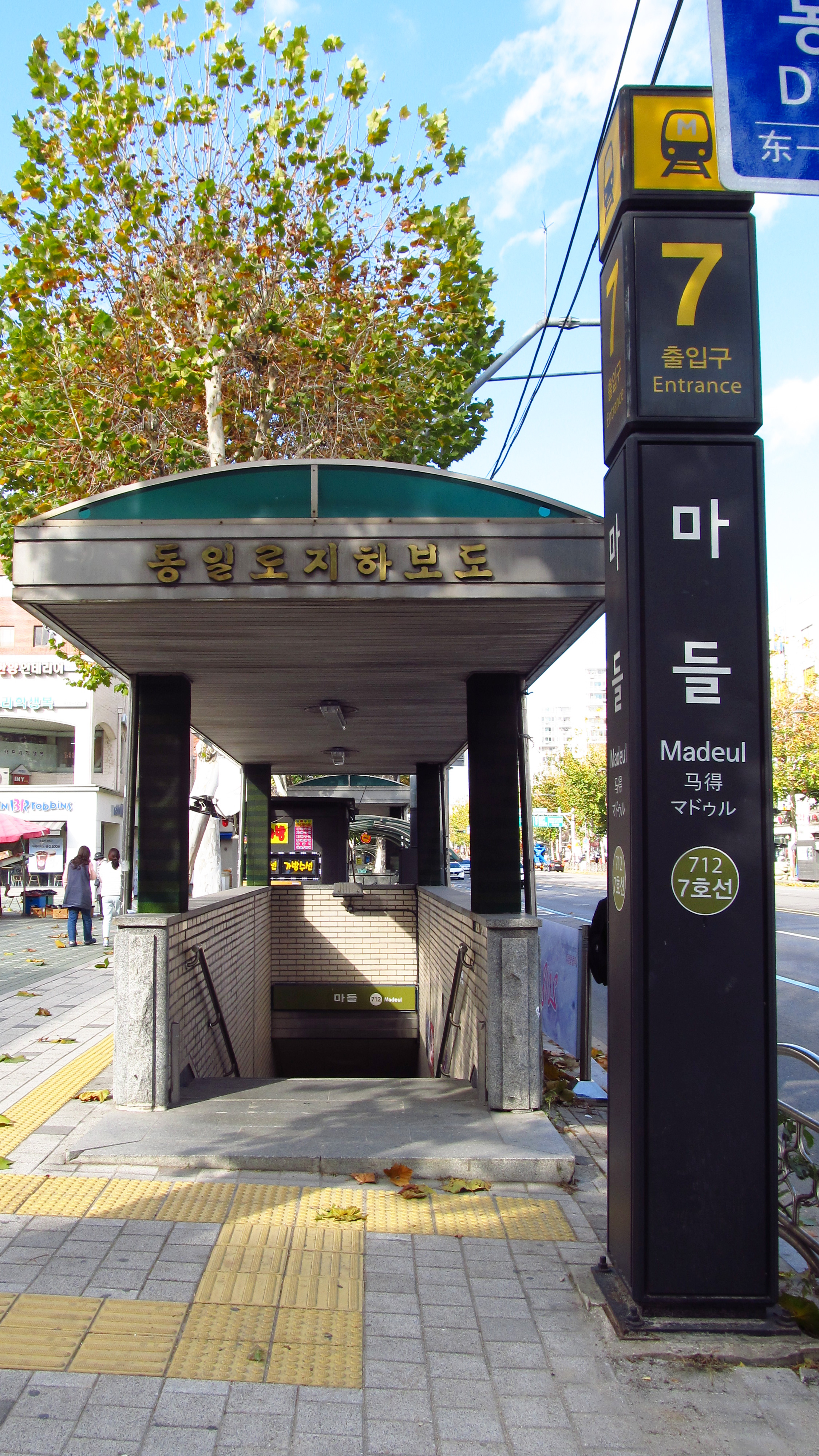
7號出口
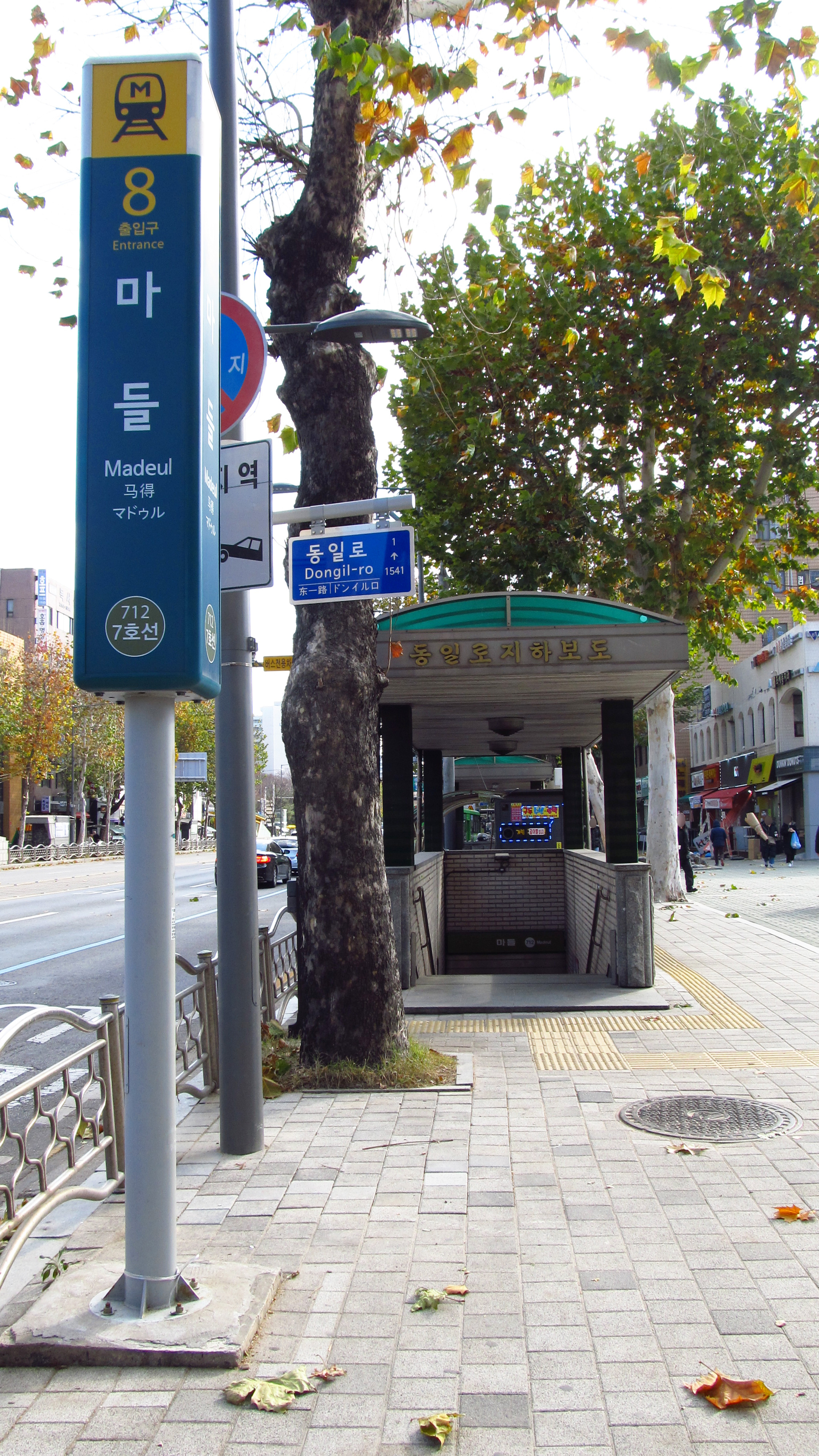
8號出口

## 相鄰車站
首爾交通公社
●首爾地鐵7號線
水落山（711）－馬得（712）－蘆原（713）